# Emily Lloyd
Emily Lloyd (născută Emily Lloyd Pack; n. 29 septembrie 1970, Londra, Anglia, Regatul Unit29 septembrie 1970, Londra) este o actriță engleză.

## Filmografie
| An   | Titlu                                  | Personaj                  | Regizor              |
| 1987 | Wish You Were Here                     | Lynda Mansell             | David Leland         |
| 1989 | Cookie                                 | Carmela 'Cookie' Voltecki | Susan Seidelman      |
| 1989 | In Country                             | Samantha Hughes           | Norman Jewison       |
| 1990 | Chicago Joe and the Showgirl           | Betty Jones               | Bernard Rose         |
| 1991 | Scorchers                              | Splendid                  | David Beaird         |
| 1992 | A River Runs Through It                | Jessie Burns              | Robert Redford       |
| 1994 | Override                               | Avis                      | Danny Glover         |
| 1995 | O sută și una de nopți                 | -                         | Agnès Varda          |
| 1995 | Under the Hula Moon                    | Betty Wall                | Jeff Celentano       |
| 1996 | Dead Girl                              | mama                      | Adam Coleman Howard  |
| 1996 | When Saturday Comes                    | Annie Doherty             | Maria Giese          |
| 1996 | Masculine Mescaline                    | -                         | Gary Love            |
| 1997 | Welcome to Sarajevo                    | Annie McGee               | Michael Winterbottom |
| 1997 | Liver's Ain't Cheap aka The Real Thing | Lisa                      | James Merendino      |
| 1998 | Boogie Boy                             | Hester                    | Craig Hamann         |
| 1998 | Brand New World aka Woundings          | Kim Patterson             | Roberta Hanley       |
| 2002 | The Honeytrap                          | Catherine                 | Michael G. Gunther   |
| 2003 | Riverworld                             | Alice Lidell Hargreaves   | Kari Skogland        |
| 2005 | Hey Mr. DJ                             | Angela                    | Danny Patrick        |
| 2008 | The Conservatory                       | la audiții                | Reed Van Dyk         |